# Europese kampioenschappen zwemmen 1995
Het Europese kampioenschappen zwemmen in 1995 was de 22ste editie en vond plaats op de langebaan (50) meter van Wenen. Het toernooi, georganiseerd door de Europese zwembond LEN, had plaats in een tijdelijk bad, dat speciaal voor de gelegenheid in het Prater-stadion was aangelegd, en duurde van dinsdag 22 augustus tot en met zondag 27 augustus 1995.
'Wenen' markeerde het internationale seniorendebuut van Pieter van den Hoogenband. Hij maakte deel uit van een negentien zwemmers (tien vrouwen en negen mannen) sterke ploeg die, na de deceptie van een jaar eerder bij de wereldkampioenschappen in Rome, van vers bloed was voorzien. Het resulteerde in drie medailles, negentien finaleplaatsen en vier Nederlandse records.
Voor België was dit Europees kampioenschap uitzonderlijk succesvol met 6 medailles, waaronder drie titels. Brigitte Becue was de grootste slokop met tweemaal goud op de schoolslag en zilver op de 200 meter wisselslag.
Opvallende prestaties in de Oostenrijkse hoofdstad waren het wereldrecord van de Russische 'duikboot' Denis Pankratov op de 100 meter vlinderslag én de dubbelslag van zowel Mette Jacobsen (goud op de 100 meter rugslag en 100 meter vlinderslag) als Michelle Smith (goud op de 200 meter wisselslag en de 200 meter vlinderslag). Jani Sievinen uit Finland won driemaal goud: op de 200 en 400 meter wisselslag en op de 200 meter vrije slag.

## Uitslagen

### Dinsdag 22 augustus

#### 100 m vrije slag (vrouwen)
1. Franziska van Almsick (Duitsland) 55,34
2. Mette Jacobsen (Denemarken) 56,02
3. Karen Pickering (Groot-Brittannië) 56,05
4. Claudia Franco (Spanje) 56,51
5. Martina Moravcová (Slowakije) 56,73
6. Simone Osygus (Duitsland) 56,89
7. Luminița Dobrescu (Roemenië) 57,04
8. Ellenor Svensson (Zweden) 57,04

#### 100 m schoolslag (mannen)
1. Frédérik Deburghgraeve (België) 1.01,12
2. Károly Güttler (Hongarije) 1.01,38
3. Andrei Korneev (Rusland) 1.01,79
4. Norbert Rózsa (Hongarije) 1.01,92
5. Mark Warnecke (Duitsland) 1.02,22
6. Roman Ivanovski (Rusland) 1.02,39
7. Vadim Alexeev (Israël) 1.02,54
8. Benno Kuipers (Nederland) 1.03,31

#### 400 meter wisselslag (vrouwen)
1. Krisztina Egerszegi (Hongarije) 4.40,33
2. Michelle Smith (Ierland) 4.42,81
3. Cathleen Rund (Duitsland) 4.46,22
4. Hana Cerna (Tsjechië) 4.46,44
5. Silvia Parera (Spanje) 4.49,94
6. Daria Shmeleva (Rusland) 4.50,31
7. Lourdes Becerra (Spanje) 4.52,28
8. Martina Nemec (Oostenrijk) 4.52,86

#### 200 m vrije slag (mannen)
1. Jani Sievinen (Finland) 1.48,98
2. Anders Holmertz (Zweden) 1.49,12
3. Antti Kasvio (Finland) 1.49,24
4. Torsten Spanneberg (Duitsland) 1.49,32
5. Pier Maria Siciliano (Italië) 1.49,32
6. Paul Palmer (Groot-Brittannië) 1.49,48
7. Pieter van den Hoogenband (Nederland) 1.50,57
8. Attila Czene (Hongarije) 1.52,33

#### 4×200 m vrije slag (vrouwen)
1. Duitsland 8.06,11
  1. Dagmar Hase
  2. Julia Jung
  3. Kerstin Kielgass
  4. Franziska van Almsick
2. Nederland 8.10,17
  1. Carla Geurts 2.01,39
  2. Minouche Smit 2.04,21
  3. Patricia Stokkers 2.02,87
  4. Kirsten Vlieghuis 2.01,70
3. Groot-Brittannië 8.14,31
  1. Vickey Horner
  2. Claire Huddart
  3. Katja Goddard
  4. Alex Bennett
4. Denemarken 8.16,99
5. Frankrijk 8.18,85
6. Roemenië 8.19,36
7. Wit-Rusland 8.21,98
8. Spanje 8.22,99

### Woensdag 23 augustus

#### 100 m vlinderslag (mannen)
1. Denis Pankratov (Rusland) 52,32 (Wereldrecord)
2. Denys Sylantjev (Oekraïne) 53,37
3. Rafal Szukala (Polen) 53,45
4. Franck Esposito (Frankrijk) 53,60
5. Peter Horvath (Hongarije) 53,71
6. Denis Pimankov (Rusland) 53,81
7. Lars Frölander (Zweden) 53,89
8. Denislav Kalchev (Bulgarije) 54,71

#### 200 m vrije slag (vrouwen)
1. Kerstin Kielgass (Duitsland) 2.00,56
2. Malin Nilsson (Zweden) 2.01,35
3. Mette Jacobsen (Denemarken) 2.01,52
4. Karen Pickering (Groot-Brittannië) 2.01,52
5. Kirsten Vlieghuis (Nederland) 2.02,14
6. Louise Jöhncke (Zweden) 2.02,28
7. Martina Moravcová (Slowakije) 2.02,60
8. Luminița Dobrescu (Roemenië) 2.02,68

#### 400 m wisselslag (mannen)
1. Jani Sievinen (Finland) 4.14,75
2. Marcin Malinski (Polen) 4.18,32
3. Luca Sacchi (Italië) 4.18,82
4. Stefaan Maene (België) 4.19,82
5. Marcel Wouda (Nederland) 4.21,07
6. Stefano Battistelli (Italië) 4.22,82
7. Frederik Hviid (Spanje) 4.24,84
8. Sergei Marinyuk (Moldavië) 4.24,84

#### 200 m schoolslag (vrouwen)
1. Brigitte Becue (België) 2.27,60
2. Svetlana Bondarenko (Oekraïne) 2.30,50
3. Alicja Peczak (Polen) 2.30,59
4. Lena Eriksson (Zweden) 2.30,74
5. Marie Hardiman (Groot-Brittannië) 2.31,16
6. Maria Östling (Zweden) 2.31,44
7. Elena Makarova (Rusland) 2.31,48
8. Elvira Fischer (Oostenrijk) 2.32,96

#### 4×200 m vrije slag (mannen)
1. Duitsland 7.18,22
  1. Christian Keller
  2. Oliver Lampe
  3. Torsten Spanneberg
  4. Steffen Zesner
2. Zweden 7.19,95
  1. Christer Wallin
  2. Anders Holmertz
  3. Lars Frölander
  4. Chris Eliasson
3. Italië 7.20,96
  1. Massimiliano Rosolino
  2. Pier Maria Siciliano
  3. Emanuele Merisi
  4. Emanuele Idini
4. Rusland 7.22,63
5. Groot-Brittannië 7.26,13
6. Frankrijk 7.26,25
7. Nederland 7.28,44
  1. Mark van der Zijden 1.52,16
  2. Pieter van den Hoogenband 1.50,75
  3. Tim Hoeymans 1.54,55
  4. Marcel Wouda 1.50,98
8. Finland 7.33,30

### Donderdag 24 augustus

#### 400 m vrije slag (vrouwen)
1. Franziska van Almsick (Duitsland) 4.08,37
2. Carla Geurts (Nederland) 4.10,73
3. Irene Dalbey (Noorwegen) 4.13,44
4. Malin Nilsson (Zweden) 4.13,66
5. Sandra Cam (België) 4.15,48
6. Julia Jung (Duitsland) 4.15,94
7. Kirsten Vlieghuis (Nederland) 4.16,14
8. Carla Negrea (Roemenië) 4.19,18

#### 100 m vrije slag (mannen)
1. Alexander Popov (Rusland) 49,10
2. Torsten Spanneberg (Duitsland) 49,67
3. Björn Zikarsky (Duitsland) 50,23
4. Pavel Khnykin (Oekraïne) 50,31
5. Nicolae Ivan (Roemenië) 50,55
6. Pieter van den Hoogenband (Nederland) 50,58
7. Attila Czene (Hongarije) 50,70
8. Nicholas Shackell (Groot-Brittannië) 50,77

#### 100 m rugslag (vrouwen)
1. Mette Jacobsen (Denemarken) 1.02,46
2. Cathleen Rund (Duitsland) 1.02,91
3. Nina Zjivanevskaja (Rusland) 1.03,06
4. Therese Alshammar (Zweden) 1.03,12
5. Antje Buschschulte (Duitsland) 1.03,40
6. Helene Ricardo (Frankrijk) 1.03,52
7. Lorenza Vigarani (Italië) 1.03,55
8. Catalina Casaru (Roemenië) 1.04,39

#### 200 m rugslag (mannen)
1. Vladimir Selkov (Rusland) 1.58,48
2. Nicolae Butacu (Roemenië) 1.59,96
3. Adam Ruckwood (Groot-Brittannië) 2.00,16
4. Ralf Braun (Duitsland) 2.00,30
5. Tamas Deutsch (Hongarije) 2.00,67
6. Emanuele Merisi (Italië) 2.00,70
7. Jirka Letzin (Duitsland) 2.01,75

Sergei Ostapchuk (Oekraïne) gediskwalificeerd

#### 4×100 m vrije slag (vrouwen)
1. Duitsland 3.43,89
  1. Franziska van Almsick
  2. Simone Osygus
  3. Kerstin Kielgass
  4. Daniela Hunger
2. Zweden 3.45,21
  1. Louise Jöhncke
  2. Louise Karlsson
  3. Linda Olofsson
  4. Ellenor Svensson
3. Groot-Brittannië 3.46,89
  1. Sue Rolph
  2. Claire Huddart
  3. Alex Bennett
  4. Karen Pickering
4. Rusland 3.48,23
5. Spanje 3.49,97
6. Nederland 3.49,97
  1. Wilma van Hofwegen 58,21
  2. Inge de Bruijn 57,23
  3. Minouche Smit 57,18
  4. Patricia Stokkers 57,35
7. Frankrijk 3.50,74
8. Roemenië 3.53,95

### Vrijdag 25 augustus

#### 400 m vrije slag (mannen)
1. Stefan Zessner (Duitsland) 3.50,35
2. Paul Palmer (Groot-Brittannië) 3.50,43
3. Anders Holmertz (Zweden) 3.51,01
4. Pier Maria Siciliano (Italië) 3.52,70
5. Alexei Stepanov (Rusland) 3.52,91
6. Jörg Hoffmann (Duitsland) 3.53,22
7. Alessandro Berti (Italië) 3.57,86
8. Chris Eliasson (Zweden) 3.58,46

#### 100 m vlinderslag (vrouwen)
1. Mette Jacobsen (Denemarken) 1.00,64
2. Ilaria Tocchini (Italië) 1.01,13
3. Cécile Jeanson (Frankrijk) 1.01,15
4. Inge de Bruijn (Nederland) 1.01,26
5. Michelle Smith (Ierland) 1.01,31
6. Julia Voitowitsch (Duitsland) 1.01,49
7. Sophia Skou (Denemarken) 1.01,49
8. Johanna Sjöberg (Zweden) 1.01,62

#### 200 m schoolslag (mannen)
1. Andrei Korneev (Rusland) 2.12,62
2. Károly Güttler (Hongarije) 2.12,95
3. Frédérik Deburghgraeve (België) 2.14,01
4. Norbert Rózsa (Hongarije) 2.14,09
5. Andrei Ivanov (Rusland) 2.14,22
6. Marek Krawczyk (Polen) 2.15,74
7. Borge Mork (Noorwegen) 2.16,11
8. Dariusz Jarzyna (Polen) 2.17,17

#### 100 m schoolslag (vrouwen)
1. Brigitte Becue (België) 1.09,30
2. Svetlana Bondarenko (Oekraïne) 1.09,73
3. Ágnes Kovács (Hongarije) 1.10,77
4. Jana Dörries (Duitsland) 1.10,95
5. Lena Eriksson (Zweden) 1.11,13
6. Dagmara Ajnenkiel (Polen) 1.11,51
7. Östling (Zweden) 1.11,58
8. Elena Kutepova (Oekraïne) 1.12,14

#### 4×100 m wisselslag (mannen)
1. Rusland 3.38,11 (Europees record)
  1. Vladimir Selkov
  2. Andrei Korneev
  3. Denis Pankratov
  4. Alexander Popov
2. Hongarije 3.40,88
  1. Tamas Deutsch
  2. Károly Güttler
  3. Peter Horvath
  4. Attila Czene
3. Duitsland 3.41,55
  1. Tino Weber
  2. Mark Warnecke
  3. Fabian Hieronimus
  4. Björn Zikarsky
4. Polen 3.42,39
5. België 3.44,14
6. Israël 3.44,94
7. Frankrijk 3.45,56
8. Nederland 3.48,45
  1. Bram van Haandel 59,71
  2. Benno Kuipers 1.03,32
  3. Stefan Aartsen 54,44
  4. Pieter van den Hoogenband 50,98

### Zaterdag 26 augustus

#### 200 m vlinderslag (mannen)
1. Denis Pankratov (Rusland) 1.56,34
2. Konrad Galka (Polen) 1.59,50
3. Chris-Carol Bremer (Duitsland) 1.59,96
4. Vesa Hanski (Finland) 2.00,35
5. Oliver Lampe (Duitsland) 2.00,41
6. Denys Sylantjev (Oekraïne) 2.00,66
7. James Hickman (Groot-Brittannië) 2.00,79
8. Çan Ergenekan (Turkije) 2.00,84

#### 200 m wisselslag (vrouwen)
1. Michelle Smith (Ierland) 2.15,27
2. Brigitte Becue (België) 2.16,15
3. Alicja Peczak (Polen) 2.17,42
4. Britta Vestergaard (Denemarken) 2.17,55
5. Louise Karlsson (Zweden) 2.17,61
6. Minouche Smit (Nederland) 2.17,66
7. Daria Shmeleva (Rusland) 2.17,90
8. Silvia Parera (Spanje) 2.19,28

#### 50 m vrije slag (mannen)
1. Alexander Popov (Rusland) 22,25
2. Christophe Kalfayan (Frankrijk) 22,63
3. Torsten Spanneberg (Duitsland) 22,66
4. Mark Foster (Groot-Brittannië) 22,76
5. René Gusperti (Italië) 22,77
6. Yoav Bruck (Israël) 22,79
7. Pavel Khnykin (Oekraïne) 22,79
8. Fredrik Letzler (Zweden) 23,06

#### 800 m vrije slag (vrouwen)
1. Julia Jung (Duitsland) 8.36,08
2. Jana Henke (Duitsland) 8.36,68
3. Irene Dalby (Noorwegen) 8.38,82
4. Kirsten Vlieghuis (Nederland) 8.40,06
5. Carla Geurts (Nederland) 8.40,08
6. Sandra Cam (België) 8.46,27
7. Sarah Hardcastle (Groot-Brittannië) 8.46,59
8. Olga Splichalova (Tsjechië) 8.56,19

#### 100 m rugslag (mannen)
1. Vladimir Selkov (Rusland) 55,48
2. Jirka Letzin (Duitsland) 56,24
3. Stefan Maene (België) 56,32
4. Mariusz Siembida (Polen) 56,45
5. Tino Weber (Duitsland) 56,55
6. Tamas Deutsch (Hongarije) 56,64
7. Neil Willey (Groot-Brittannië) 56,80
8. Nuno Laurentino (Portugal) 57,08

#### 4×100 m wisselslag (vrouwen)
1. Duitsland 4.09,97
  1. Cathleen Rund
  2. Jana Dörries
  3. Julia Voitowitch
  4. Franziska van Almsick
2. Hongarije 4.12,00
  1. Krisztina Egerszegi
  2. Ágnes Kovács
  3. Edit Klocker
  4. Gyöngyver Lakos
3. Spanje 4.12,52
  1. Maria Tato
  2. Maria Olay
  3. Maria Pelaez
  4. Claudia Franco
4. Italië 4.12,85
5. Zweden 4.13,20
6. Frankrijk 4.14,94
7. Rusland 4.15,60
8. Denemarken 4.16,45

### Zondag 27 augustus

#### 200 m vlinderslag (vrouwen)
1. Michelle Smith (Ierland) 2.11,60
2. Mette Jacobsen (Denemarken) 2.12,29
3. Sophia Skou (Denemarken) 2.13,31
4. Cécile Jeanson (Frankrijk) 2.13,63
5. Katrin Jäke (Duitsland) 2.13,70
6. Barbara Franco (Spanje) 2.13,77
7. Jutta Renner (Duitsland) 2.16,08
8. Anna Uryniuk (Polen) 2.17,20

#### 200 m wisselslag (mannen)
1. Jani Sievinen (Finland) 1.58,61
2. Attila Czene (Hongarije) 2.00,88
3. Christian Keller (Duitsland) 2.02,24
4. Luca Sacchi (Italië) 2.02,91
5. Xavier Marchand (Frankrijk) 2.02,93
6. Marcin Malinski (Polen) 2.04,11
7. Mark van der Zijden (Nederland) 2.04,93
8. Jens Kruppa (Duitsland) 2.05,31

#### 50 m vrije slag (vrouwen)
1. Linda Olofsson (Zweden) 25,76
2. Franziska van Almsick (Duitsland) 25,80
3. Angela Postma (Nederland) 25,86
4. Inge de Bruijn (Nederland) 25,95
5. Simone Osygus (Duitsland) 26,02
6. Claudia Franco (Spanje) 26,03
7. Natalia Mesheryakova (Rusland) 26,03
8. Judith Draxler (Oostenrijk) 26,38

#### 1500 m vrije slag (mannen)
1. Jörg Hoffmann (Duitsland) 15.11,25
2. Graeme Smith (Groot-Brittannië) 15.11,90
3. Stefan Zessner (Duitsland) 15.20,46
4. Marco Fomentini (Italië) 15.29,53
5. Viktor Andreev (Rusland) 15.33,88
6. Piotr Albinski (Polen) 15.41,69
7. Alessandro Berti (Italië) 15.46,43
8. Roland Brunner (Oostenrijk) 15.47,84

#### 200 m rugslag (vrouwen)
1. Krisztina Egerszegi (Hongarije) 2.07,24
2. Dagmar Hase (Duitsland) 2.10,60
3. Cathleen Rund (Duitsland) 2.10,96
4. Lorenza Vigarani (Italië) 2.12,60
5. Helene Ricardo (Frankrijk) 2.16,28
6. Agata Jankowska (Polen) 2.16,44
7. Katerina Pivonkova (Tsjechië) 2.17,09
8. Isabela Burczyk (Polen) 2.17,13

#### 4×100 m vrije slag (mannen)
1. Rusland 3.18,84
  1. Vladimir Predkin
  2. Roman Shegolov
  3. Roman Egorov
  4. Alexander Popov
2. Duitsland 3.19,76
  1. Christian Tröger
  2. Christian Keller
  3. Torsten Spanneberg
  4. Björn Zikarsky
3. Zweden 3.21,07
  1. Lars Frölander
  2. Christer Wallin
  3. Frederik Letzler
  4. Anders Holmertz
4. Finland 3.22,04
5. Nederland 3.22,38
  1. Pie Geelen 51,20
  2. Mark Veens 50,61
  3. Tim Hoeymans 50,98
  4. Pieter van den Hoogenband 49,59
6. Frankrijk 3.22,57
7. Roemenië 3.23,83
8. Hongarije 3.23,86

## Eindstand medailleklassement
| RANG | LAND                | GOUD | ZILVER | BRONS | TOTAAL |
| ---- | ------------------- | ---- | ------ | ----- | ------ |
| 1.   | Rusland             | 14   | 0      | 2     | 16     |
| 2.   | Duitsland           | 10   | 9      | 9     | 28     |
| 3.   | België              | 3    | 1      | 2     | 6      |
| 4.   | Finland             | 3    | 0      | 1     | 4      |
| 5.   | Hongarije           | 2    | 5      | 1     | 8      |
| 6.   | Ierland             | 2    | 1      | 0     | 3      |
| 7.   | Zweden              | 1    | 5      | 2     | 8      |
| 8.   | Denemarken          | 1    | 2      | 2     | 5      |
|      | Nederland           | 1    | 2      | 2     | 5      |
| 10.  | Slowakije           | 1    | 0      | 0     | 1      |
|      | Oostenrijk          | 1    | 0      | 0     | 1      |
| 12.  | Frankrijk           | 0    | 5      | 1     | 6      |
| 13.  | Oekraïne            | 0    | 3      | 1     | 4      |
| 14.  | Verenigd Koninkrijk | 0    | 2      | 5     | 7      |
| 15.  | Polen               | 0    | 2      | 3     | 5      |
| 16.  | Italië              | 0    | 1      | 4     | 5      |
| 17.  | Roemenië            | 0    | 1      | 0     | 1      |
| 18.  | Noorwegen           | 0    | 0      | 2     | 2      |
| 19.  | Spanje              | 0    | 0      | 1     | 1      |
|      | Griekenland         | 0    | 0      | 1     | 1      |
|      | TOTALEN             | 39   | 39     | 39    | 117    |

Langebaan (50 meter):

Boedapest 1926 · 
Bologna 1927 · 
Parijs 1931 · 
Maagdenburg 1934 · 
Londen 1938 · 
Monte Carlo 1947 · 
Wenen 1950 · 
Turijn 1954 · 
Boedapest 1958 · 
Leipzig 1962 · 
Utrecht 1966 · 
Barcelona 1970 · 
Wenen 1974 · 
Jönköping 1977 · 
Split 1981 · 
Rome 1983 · 
Sofia 1985 · 
Straatsburg 1987 · 
Bonn 1989 · 
Athene 1991 · 
Sheffield 1993 · 
Wenen 1995 · 
Sevilla 1997 · 
Istanboel 1999 · 
Helsinki 2000 · 
Berlijn 2002 · 
Madrid 2004 · 
Boedapest 2006 · 
Eindhoven 2008 · 
Boedapest 2010 · 
Debrecen 2012 · 
Berlijn 2014 · 
Londen 2016 · 
Glasgow 2018 · 
Boedapest 2020 · 
Rome 2022

Kortebaan (25 meter):

Sprintkampioenschappen: Gelsenkirchen 1991 · 
Espoo 1992 · 
Gateshead 1993 · 
Stavanger 1994

Kortebaankampioenschappen: Rostock 1996 · 
Sheffield 1998 · 
Lissabon 1999 · 
Valencia 2000 · 
Antwerpen 2001 · 
Riesa 2002 · 
Dublin 2003 · 
Wenen 2004 · 
Triëst 2005 · 
Helsinki 2006 · 
Debrecen 2007 · 
Rijeka 2008 · 
Istanboel 2009 · 
Eindhoven 2010 · 
Szczecin 2011 · 
Chartres 2012 · 
Herning 2013 · 
Netanya 2015 · 
Kopenhagen 2017 · 
Glasgow 2019 · 
Kazan 2021 · 
Otopeni 2023
- Gemeinsame Normdatei: 4719869-2